# Alter Friedhof Harburg

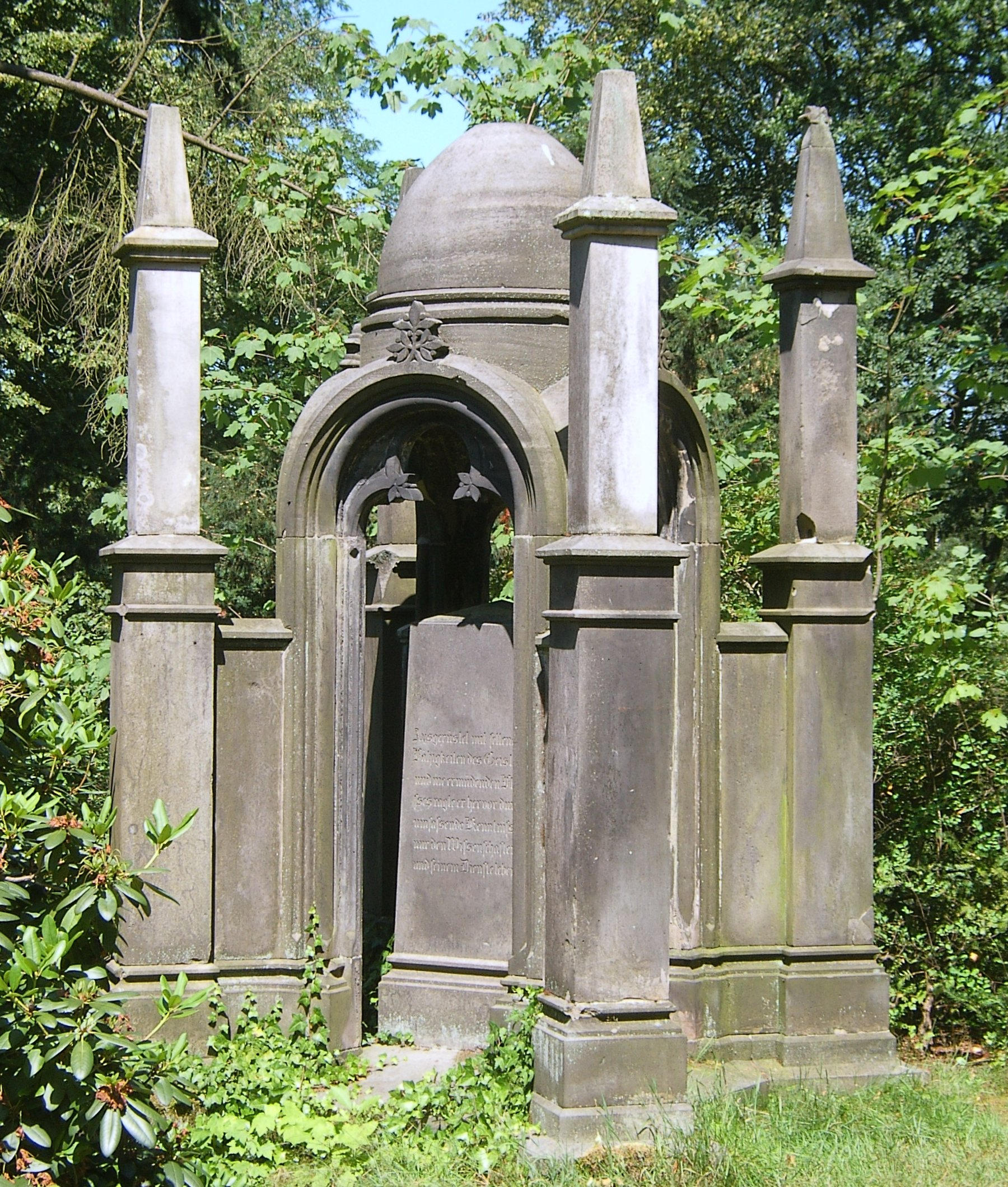
Grabmal für Johann Heinrich Blohm († 1858), Königlich hannoverscher Baurath und Wasserbau-Director zu Harburg, erster Ehrenbürger Harburgs

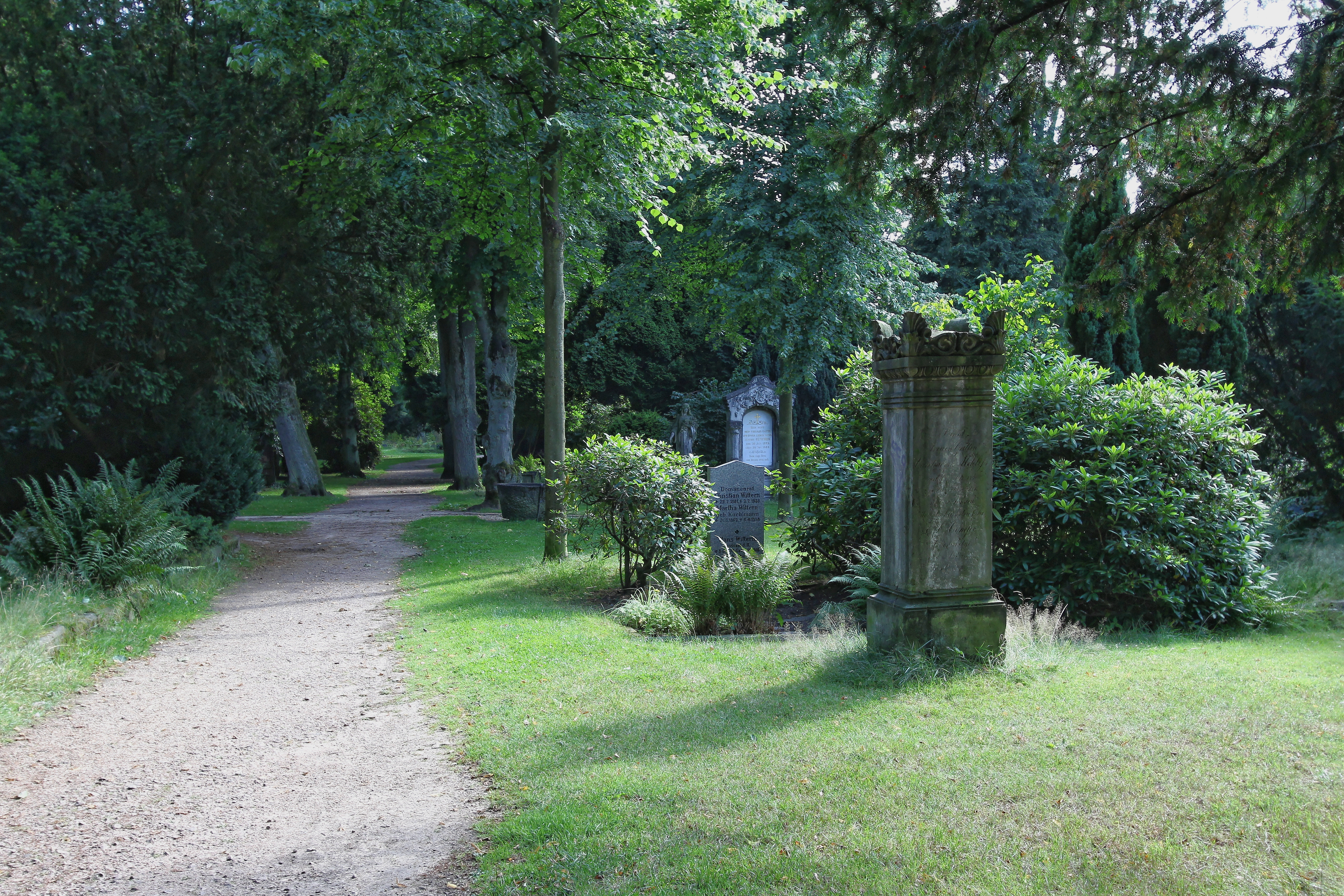
Weg mit alten Gräbern

Der alte Harburger Friedhof ist ein öffentlicher Park auf einem ehemaligen Friedhofsgelände in Hamburg-Harburg. Er befindet sich auf einer Anhöhe südlich der St.-Johannis-Kirche an der Bremer Straße. Im Osten grenzt er an die Maretstraße mit dem Phoenixviertel und endet im Süden an der Baererstraße. Von hier verläuft ein Fußweg über eine Brücke in den Harburger Stadtpark, womit eine grüne Wegeverbindung vom Harburger Innenstadtbereich zum Stadtpark hergestellt ist.

## Geschichte
Der Friedhof auf dem Krummholzberg wurde am 20. August 1828 eingeweiht. Er ersetzte den bisherigen, direkt in der Stadt zwischen Sand und Schloßmühlendamm gelegenen Friedhof, mit der baufälligen Friedhofskapelle (1645 erbaut), sowie die seit 1811 durch die französischen Behörden verbotenen Beisetzungen direkt in der Dreifaltigkeitskirche.
Der zunächst mit einem Aussichtsplateau versehene Friedhof wurde in den folgenden Jahren mehrfach erweitert und diente, als Ersatz für den bisherigen Soldatenfriedhof am Schwarzenberg, auch als neuer Garnisonsfriedhof. Hier befinden sich Soldatengräber für Gefallene aus dem Deutsch-Französischen Krieg 1870/1871 und aus dem Ersten Weltkrieg. In der Mitte des Friedhofs steht ein aufwändig gestaltetes Kriegerdenkmal zur Erinnerung an die "77er" (in Harburg stationierte Teile des 2. Hannoverschen Infanterie-Regiments Nr. 77). Zur besseren Ausnutzung des Geländes wurden Grabanlagen in den Böschungen angelegt (sogenannte Echo-Gräber). Diese reich ausgestatteten Gräber, die die Bedeutung der hier Bestatteten betonten, nutzten bevorzugt Honoratioren und Industrielle Harburgs.
Bereits 1892 hatte die Kirchengemeinde bei Eißendorf einen weiteren Friedhof anlegen lassen. Der Neue Friedhof sollte die Aufgabe des alten Friedhofes ganz übernehmen und wurde nach der Eingemeindung von Eißendorf (1910) zu Harburg mit dem dortigen Gemeindefriedhof verbunden. Er übernahm bald die Rolle als wichtigster Beerdigungsplatz der Stadt Harburg. Um die Wende zum 20. Jahrhundert war der alte Friedhof fast vollständig belegt.
Der Alte Friedhof blieb weiterhin für Bestattungen, zumeist auf bestehenden, in Erbpacht vergebenen Familiengruften offen. Ab 1937 war er offiziell stillgelegt, jedoch fanden noch bis 1967 (andere Quellen: 1969) Beisetzungen statt. In den folgenden Jahren ergaben sich kontroverse Debatten über die Verwendung des Geländes nach Ablauf der Grabstellen. Im Jahr 1984 wurde der Friedhof mit seinen historischen Grabdenkmälern, darunter viele mit bekannten Namen aus der Stadtgeschichte, unter Denkmalschutz gestellt und die historischen Wegbeziehungen wiederhergestellt. Dennoch verfielen die Anlagen oder wurden durch Vandalismus zerstört. Erst 2006 gründete sich ein Verein zur Pflege des Alten Friedhofs und zur Erhaltung wertvoller Grabmale, der seitdem Pflegemaßnahmen auf dem Gelände durchführt.

## Gräber
- Johann Heinrich Blohm (1799–1858), Hamburger Wasserbaudirektor und Ehrenbürger der Stadt
- Max Brinckman (1846–1927), Harburger Unternehmer
- Heinrich David Denicke (1856–1943), Oberbürgermeister Harburgs
- Ernst Eger, (1837–1913), Industrieller und Wirtschaftsführer in Harburg
- August Grumbrecht (1811–1883), Oberbürgermeister Harburgs
- Louis Hoff (1850–1916), ehemaliger Geschäftsführer der Phoenix AG
- Wilhelm Hastedt (1835–1904), Brauereibesitzer und Reichstagsabgeordneter
- Johann Märkl (1878–1923), Konsulatskanzler der deutschen Botschaft in Yokohama, Japan.
- Carl Maret (1829–1904), Harburger Senator und Kommerzienrat
- Henri Noblée, Industrieller und Mitgründer von Noblée und Thörl
- Carl Noellner (1808–1877), Chemiker[1]
- Heinrich Osterhoff (1845–1920), Senator und Besitzer einer Branntweinbrennerei
- August Prien (1857–1944), deutscher Baumeister und Bauunternehmer
- Georg Carl Renck (1846–1909), Harburger Senator, Vizekonsul von Großbritannien und Portugal (Foto)
- Karl Schünhoff (1825–1899), lutherischer Theologe, Generalsuperintendent von Harburg
- Johann Friedrich Thörl (1820–1886), Senator und Unternehmer
- Eduard Weinlig (1832–1920), Harburger Senator und Mineralwasserfabrikant

## Fotografien und Karte
Koordinaten: 53° 27′ 28″ N, 9° 58′ 52″ O

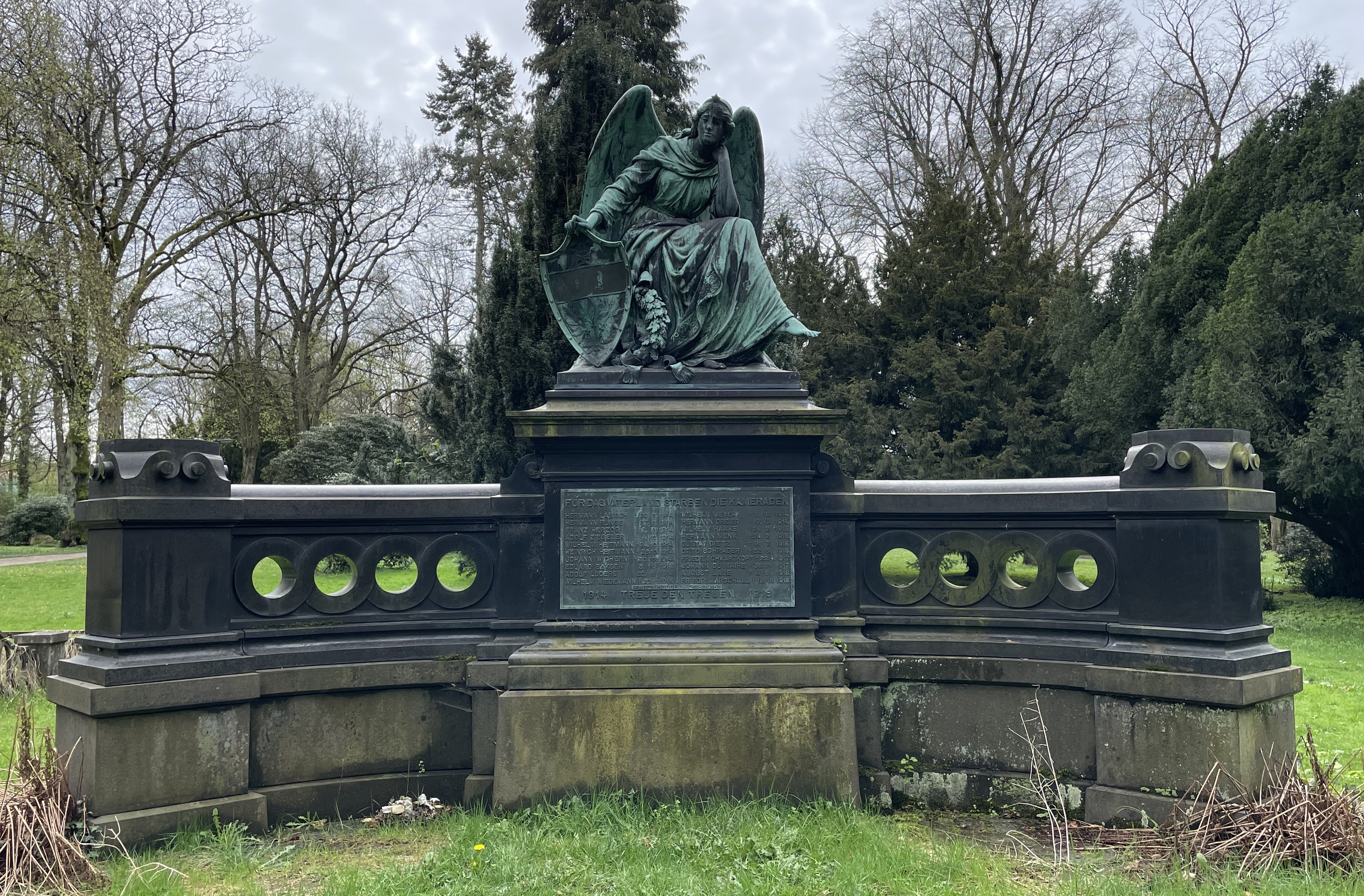
Kriegerdenkmal
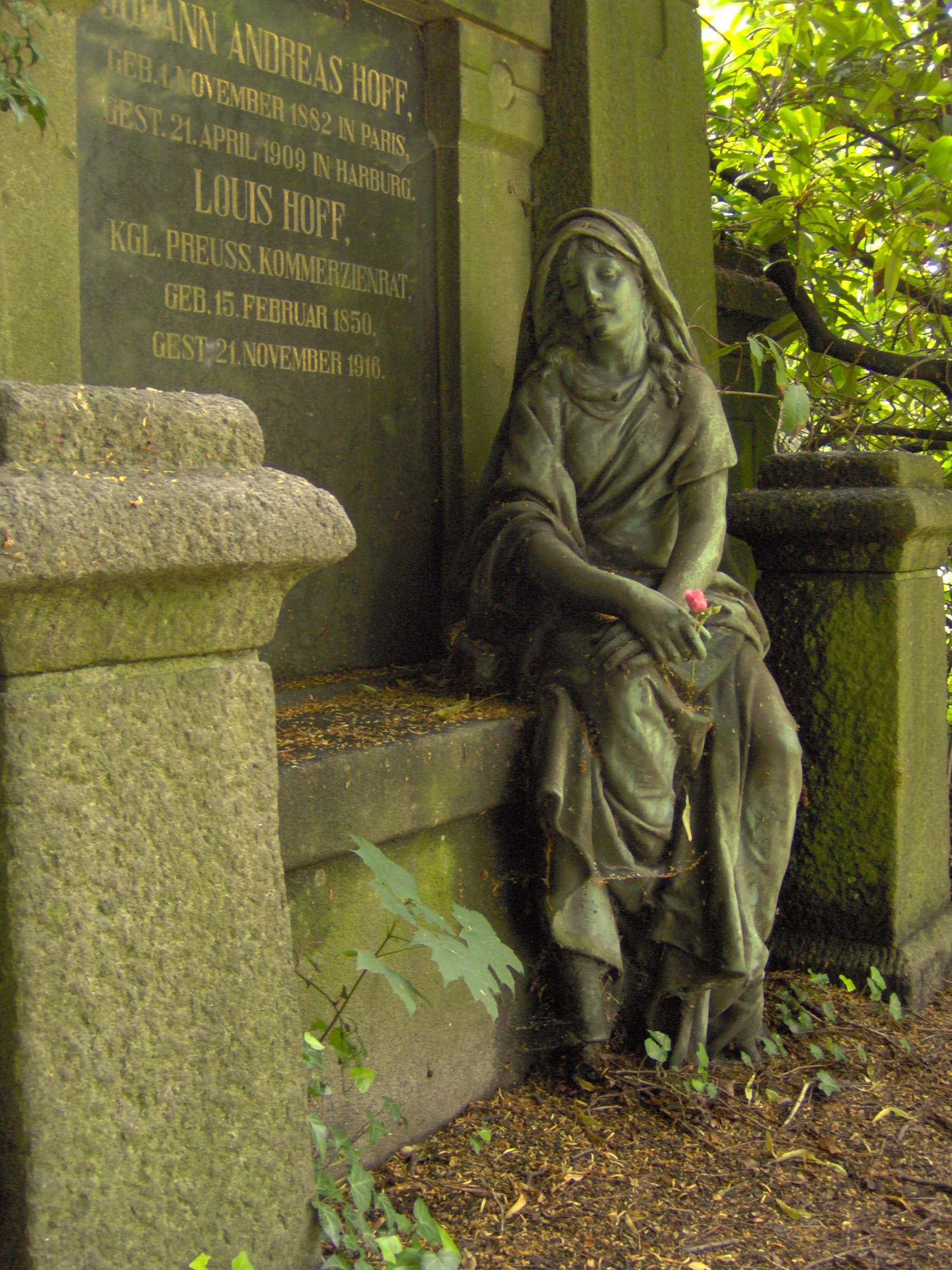
Grabmal Familie Hoff
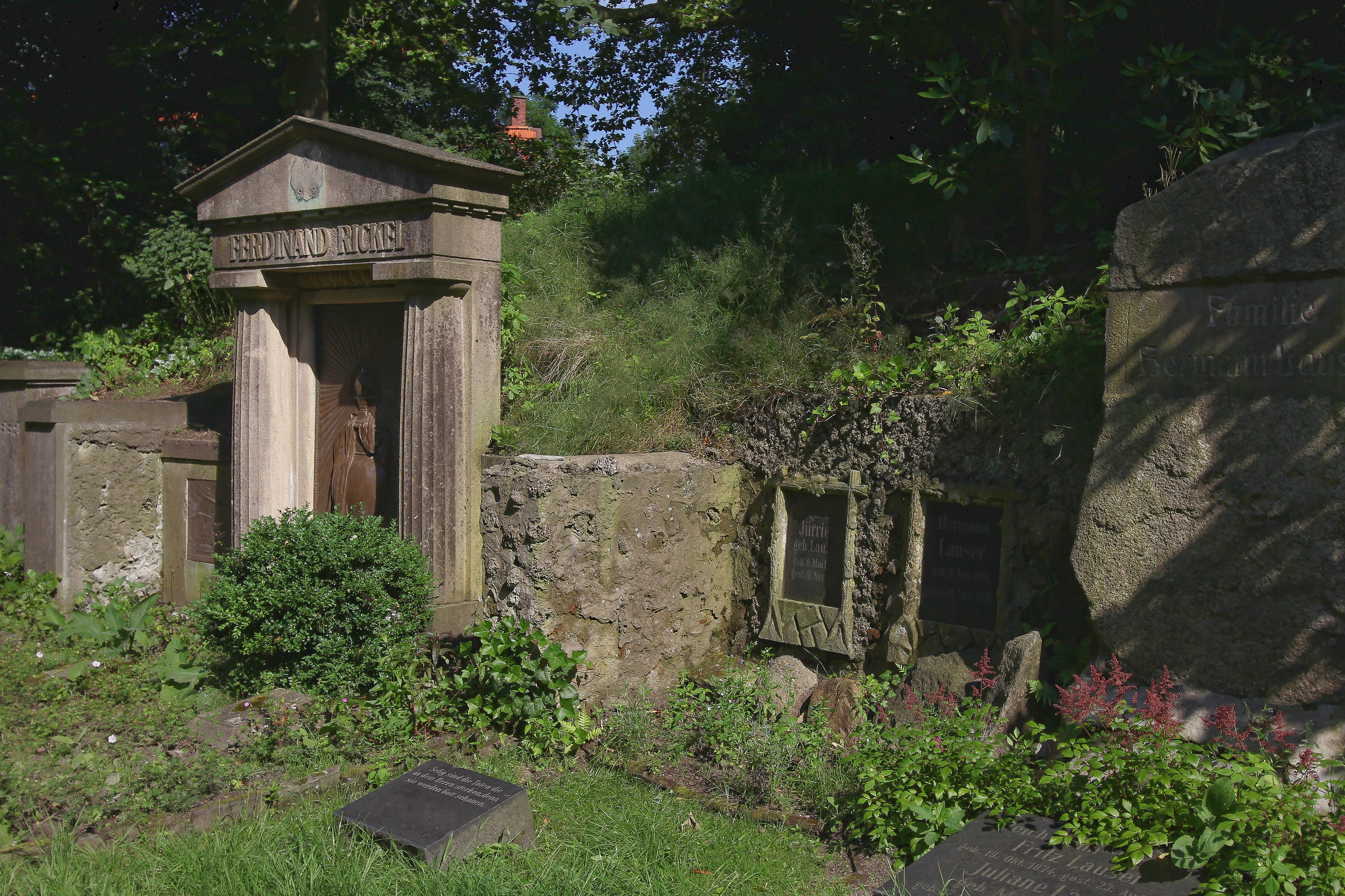
Hanggräber ("Echo-Gräber")
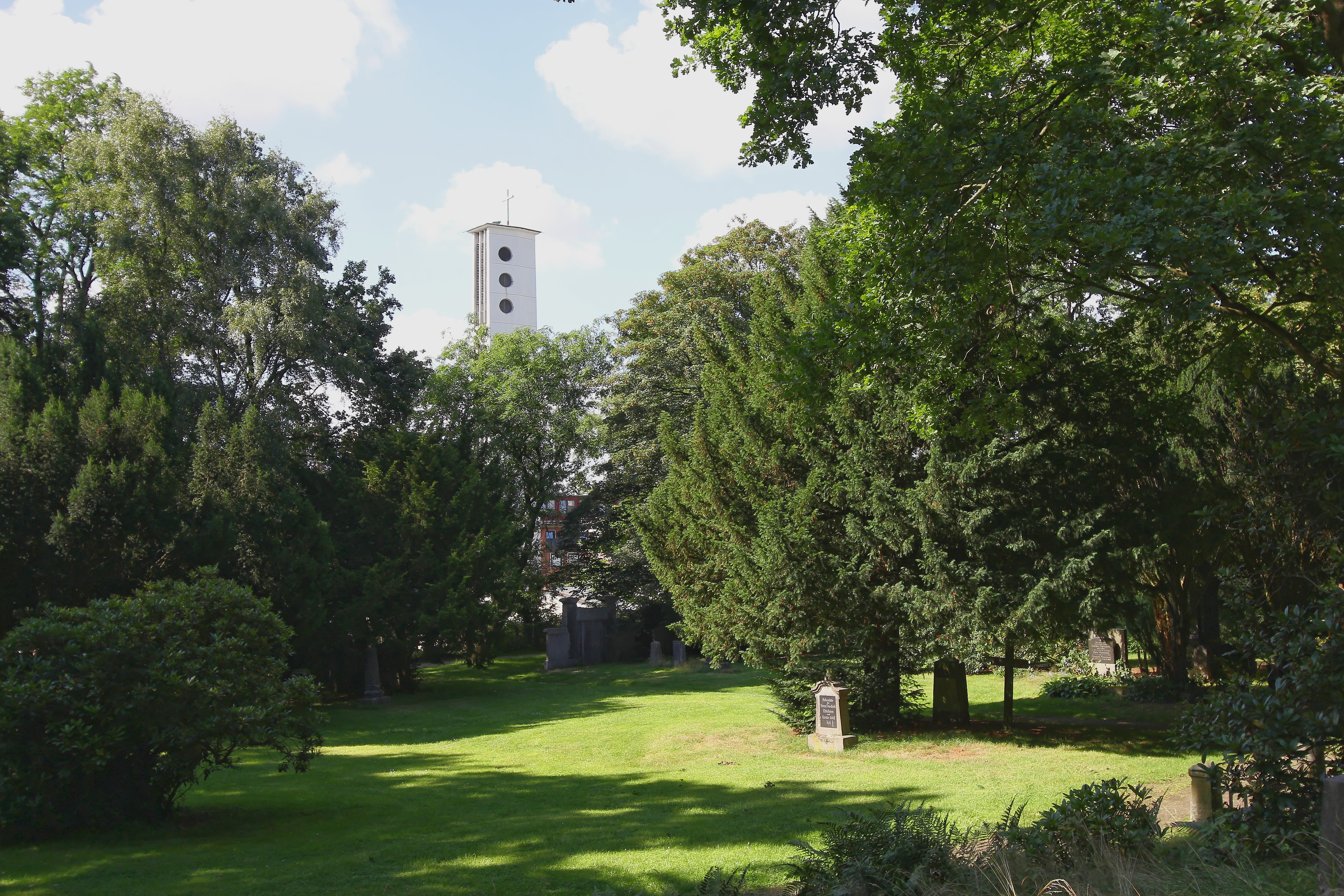
Blick auf die Johannis-Kirche